# Lauren Müller
Lauren Müller (28 maart 1988) is een Vlaamse actrice van Duits-Belgische afkomst. Haar vader heeft de Duitse nationaliteit, haar moeder is Belgische. Ze studeerde aan de media- en theaterschool RITCS in Brussel.

## Carrière
Müller maakte een kortfilm, Mi Dios, waarin ook Katelijne Verbeke, Sven De Ridder en Greet Rouffaer spelen. Ze speelde gastrollen in Flikken (2009, als Cynthia Vroman) en in de film Vermist (2006, als Babs). In oktober 2009 speelde ze een rol in Thuis als Hanne, het vriendinnetje van Franky Bomans. In 2011 speelde ze een gastrol in Witse. In 2017 keerde ze terug in Thuis als Thilly Van Santen, de zus van dokter Judith Van Santen. In het 24e seizoen van Thuis keerde ze opnieuw terug als Thilly. Vanaf het 25e seizoen heeft ze een vaste rol.

## Filmografie
- Dennis van Rita (2006) - als Nele
- Vermist (2007) - als Babs Vandevelde
- Flikken (2009) - als Cynthia Vroman
- Eenzaam in de massa (2009)
- Thuis (2009) - als Hanne Goris
- Misschien Later (2010) - als Jelka
- Witse (2011) - als Tara Degryse
- Binnenstebuiten (2013) - als Gerda
- Thuis (2017-heden) - als Thilly Van Santen
- Night Call (2020) - als Samantha
- De Kraak (2021) - als labovrouw
- De familie Claus 2 (2021) - als Tine
- Moresnet (2024) - als receptioniste
- Dood Spoor (2025) - als zus van Cleo
- Soft Leaves (2025) - als Duitse politieagente

## Trivia
- Müller is/was ook aan de slag als casting director, regisseuse en coach bij verschillende Vlaamse en buitenlandse producties zoals Vermist, Code 37, wtFOCK, Cordon, Zie mij graag, De behandeling, Everybody Happy, Niet schieten, Emperor, The Spiral en Eigen kweek.